# 大井麻利衣
大井麻利衣（日语：／ Ōi Marie，7月23日—），日本女性配音員。出身於東京都。身高157cm。B型血。

## 人物簡介
81 Produce所屬。Media Force養成所第1期畢業。興趣和特長為玩遊戲、音樂&聲樂鑑賞、藥品與醫療的知識。

## 演出作品

### 電視動畫
2012年
- 白熊咖啡廳（店員）

2014年
- 星光樂園（莉加）
- 月刊少女野崎同學（女學生）
- 法蘭雀絲卡（賣道具的大嬸、巫女、王國王妃）
- PSYCHO-PASS 2（廣播、人質、會川椿、母親、大浦）

2015年
- 名偵探柯南（佐伯弘子）
- 境界的輪迴（女子C、女子E、女性幽靈A）

2016年
- 重裝武器（女）
- 12歲。～小小胸口的怦然心動～（保健室老師）
- 魔奇少年 辛巴達的冒險（村莊女子B）
- 銀河機攻隊 莊嚴皇子 特別篇（女性廣播）
- 12歲。～小小胸口的怦然心動～ (第2期)（老太婆）

2017年
- Spiritpact（日语：Spiritpact）
- 從前有座靈劍山 通往睿智的資格（村莊女子、小虎〈少年時期〉）
- ElDLIVE宇宙警探（主播、老師、老奶奶、松太郎、來賓、梅布爾星人）
- 小魔女學園（大嬸、伯納德塔）
- 名偵探柯南（女乘客）
- 戀愛暴君（青司的祖母）
- DRIVE HEAD 救援特警隊（健一、本田見和子）
- 100%帕斯卡老師（男子、迴轉壽司帕斯卡、超商店員、咖哩帕斯卡〈辣味〉、男學生 等）
- 梵諦岡奇蹟調查官（朵洛蒂亞修女）
- 見習神仙 秘密的心靈（老師）
- 狂賭之淵（老人B）
- URAHARA（播報）
- Fate/Grand Order -MOONLIGHT/LOSTROOM-（廣播）

2018年
- 劍王朝（女給、姹紫、蜘蛛女）
- 霸穹 封神演義（村裡的人）
- DARLING in the FRANXX（作業員、小孩B〈女〉、廣播、作業員B、職員B2〈女性〉 等）
- 打工小哥！（日语：働くお兄さん!）（雛）
- POP TEAM EPIC（路人）
- 一人之下 羅天大醮篇（賈正亮的母親）
- 閃電十一人 戰神的天秤（跟班女子）
- 蒼天之拳 REGENESIS（母親、村人）
- MAJOR 2nd（GUTS捕手）
- 雷頓神秘偵探社 ～卡特莉的解謎事件簿～（研究者的妻子B）
- 中間管理錄利根川（中年女）
- 音樂少女（媽媽便當店的阿姨、學童職員）
- BAKUMATSU（日语：恋愛幕末カレシ〜時の彼方で花咲く恋〜）（村莊女孩）

2019年
- 三次元女友（綾戶純惠的母親）
- POP TEAM EPIC SP（牙科助手）
- KIRA KIRA HAPPY★ 打開吧！見習神仙精靈（郁夫）
- 炎炎消防隊（婦女）
- 博多明太！妖精霹靂芥末子（日语：博多明太!ぴりからこちゃん）（小春奶奶[3]）
- 滿月之戰（老師）

2021年
- 異世界魔王與召喚少女的奴隸魔術Ω（年輕母親、女、烏鴉女、信徒）
- 妖怪手錶♪（女高中生）
- 給不滅的你（托娜莉的母親）
- 死神少爺與黑女僕（年長女僕C）
- MUTEKING THE Dancing HERO（山丘上的女性）

2022年
- 東京24區（白樺美野里、乗客、姐姐、記者）
- 薔薇王的葬列（從者）
- 國王排名（村民）
- SPY×FAMILY間諜家家酒（卡蓮、母親、伊甸學院教、3班學生、游泳池指導員、附近的居民）
- 夏日時光（真知子）
- 組長女兒與保姆
- 王者天下 第4期（宮女）
- 百萬噸級武藏 第2期（操作員）
- 點滿農民相關技能後，不知為何就變強了。（村女）
- 後宮之烏（侍女）
- 受讚頌者 二人的白皇（民）

2023年
- 阿魯斯的巨獸（女官）
- Buddy Daddies 殺手奶爸（新聞解說員）
- 海盜戰記 SEASON 2（小孩、受讚頌者 二人的白皇）
- 泡泡糖忍戰（女子）
- UniteUp! 眾星齊聚（學生）
- 帶著智慧型手機闖蕩異世界。 第2期（拉娜）
- 屍體如山的死亡遊戲（婦人）
- 【我推的孩子】（茜的母親）
- 神劍闖江湖－明治劍客浪漫譚－（圍觀者）
- 百姓貴族（荒川家次女、農家B、廣播聲音）
- AYAKA -綾島奇譚-（火之荒御魂、職員C、阿姨）
- Lv1魔王與獨居廢勇者（TV播音員、新聞播音員）
- 葬送的芙莉蓮（麵包店店主、店主）
- 偶像大師 百萬人演唱會！（未來的母親）
- 靠著魔法藥水在異世界活下去！（長瀨的母親）
- 鴨乃橋論的禁忌推理（幸子、從業員）
- SPY×FAMILY間諜家家酒 Season 2（小孩、凱西、格拉姆·格萊徹）
- 藥師少女的獨語（妓女）

2024年
- 為了在異世界也能撫摸毛茸茸而努力。（奧莉維）
- 佐佐木與文鳥小嗶（店員）
- 香格里拉·開拓異境～糞作獵手挑戰神作～（天婦羅騎士團B）
- 月刊妄想科學（粉絲、女性）
- 狩龍人拉格納（克里斯多福的母親）
- 吸血鬼男子宿舍（女性客A）
- 星際莊的戀愛日記（女子）
- 我回來了、歡迎回家（女性）
- 烏鴉不擇主（本邸的公主、雙葉）
- 夜櫻家大作戰（廣播、珍珠奶茶店店員）
- 我要【招架】一切～反誤解的世界最強想成為冒險家～（史黛拉）
- 亦葉亦花（主持人）
- 鹿乃子乃子乃子虎視眈眈（不良少女B、前輩鹿C、辣妹女子B、花道社）
- 【我推的孩子】 第2期（茜的母親）
- 敗北女角太多了！（用務員）
- Delico's Nursery（住民、婦人）
- 聽說你們要結婚！？
- 機械臂（女學生A、晶的母親）
- 再見龍生，你好人生（白皮膚的精靈）
- BLUE LOCK 藍色監獄 (動畫)\BLUE LOCK 藍色監獄 VS. U-20 JAPAN（女性VIP客、記者）
- 一兆＄遊戲（女藝人）

2025年
- 在沖繩喜歡上的女孩方言講得太過令人困擾（同班同學女子、小孩、親戚、同班同學）
- 雖然是公會的櫃檯小姐，但因為不想加班所以打算獨自討伐迷宮頭目（冒險者）
- 藥師少女的獨語（妻子）
- 使人誤解的工房主～關於原英雄隊伍的雜役人員，實際上除了戰鬥能力外全是SSS的故事～（前輩、料理大會審查員B）
- 搖滾樂是淑女的嗜好（女學生、初中部女學生、太田〈單簧管〉、觀眾、女客、粉絲）
- 鬼人幻燈抄（店裡的人）
- Summer Pockets
- 中禪寺老師妖怪講義錄 解謎就交給老師。（栞奈的母親）
- 歲月流逝飯菜依舊美味（奈奈的母親）
- Bad Girl 不良少女（女高中生、教師、母親）
- NYAIGHT OF THE LIVING CAT 活屍貓之夜（女店員）
- 戀上換裝娃娃 Season 2（同班同學）
- Princession Orchestra（體育教師）

### 電影動畫
2012年
- 烙印勇士 黃金時代篇II 多爾多雷攻略戰

2013年
- 烙印勇士 黃金時代篇III 降臨（小孩）

2016年
- 為何而生 蓮如上人與吉崎炎上（助六〈小時候〉）

### 網路動畫
2025年
- BULLET/BULLET（つや子、サイレントキラー・リサ[4]）

### 遊戲
2011年
- DUNAMIS15（日语：DUNAMIS15）

2015年
- （4W、土質改良機、振動計）
- 大正×對稱愛麗絲（日语：大正×対称アリス）
- 波波羅古洛伊斯物語（村民[5]）

2016年
- 問答RPG 魔法使與黑貓維茲（托里耶忒莉絲、莎菲娜·法特）

### 廣播劇CD
- 男子編（的母親）

### 廣播劇
- （魔女、教練）

### 外語配音
※作品依英文名稱及英文原名排序。

#### 電影
- 密探（連桂順〈韓志旼 主演〉）
- 閃亮的歌聲（Mathilde〈Roxane Duran 飾演〉）
- 銀河守護隊2（Zinnia[6]）
- 愛情大臨演（Joanna Damon〈Minka Kelly 飾演〉）
- 聖杯騎士（Isabel〈Isabel Lucas 飾演〉）
- 殭屍哪有這麼正（英语：Life After Beth）（Erica Wexler〈Anna Kendrick 飾演〉）
- 倫敦大道（Briony Mitchel〈Anna Friel 飾演〉）
- 那夜凌晨，我坐上了旺角開往大埔的紅VAN（Lavina〈Melodee Mak 飾演〉）
- 魔獸天蛾人（英语：Mothman (2010 film)）（Mindy〈Susie Abromeit 飾演〉）
- 換換新人生（英语：The Swap (2016 film)）（Sassy Gaines〈Kiana Madeira 飾演〉）

#### 電視影集
- 小鎮疑雲（Tom Miller〈Adam Wilson 飾演〉）※DVD版。
- 最佳愛情（姜世莉〈劉寅娜 飾演〉）
- 孤單又燦爛的神－鬼怪（金善〈劉寅娜 飾演〉）
- 檀島警騎2.0 (第6季)－第9集。
- 魔幻奇緣 (第2季)（英语：Just Add Magic (TV Series)）（Jill[7]）[注 1]
- 楚漢傳奇（曹氏、綠衣）
- 異人族（Louise〈Ellen Woglom 飾演〉）
- 駭客軍團（Dominique 'Dom' DiPierro〈Grace Gummer 飾演〉）
- 平克頓偵探社（Annalee Webb〈Jennifer Pudavick 飾演〉）
- 人性的證明（朴敏卿〈李彩英 飾演〉）
- 推奴（若女將）
- 殺手麥克：小心慎入（英语：Trigger Warning with Killer Mike）（Christina、女主持人2）
- 原來是美男

#### 動畫
- 原子木偶（英语：Atomic Puppet）
- 表情符號電影（Spam[8]）
- 小公主蘇菲亞（Tempest）
- 音速小子：音爆（日语：ソニックトゥーン）（Percy、Zooey 等）
- 湯瑪士小火車（Judy）
  - 湯瑪士小火車 ～The Adventure Begins～（Judy）
- 沃土（Naoussea）

### 廣播節目
- （助理主持人）

### 旁白
- 國家地理頻道
- TBS 日立 發現世界不可思議的地方！（日语：日立 世界・ふしぎ発見!）

### DVD
- 少女革命 DVD 上卷（2008年，女學生）

### 廣告
- Galleria

## 腳註

## 外部連結
- 81Produce公式官網的聲優簡介 （页面存档备份，存于） （日語）
- 大井麻利衣的X（前Twitter） （日語）